# Wojciech Matusiak
Wojciech Władysław Matusiak (nascido em 2 de junho de 1945) é um ex-ciclista polonês. Venceu a edição de 1968 da Volta à Polónia. Competiu nos Jogos Olímpicos de Verão de 1968, terminando em quinto lugar na perseguição por equipes de 4 km.